# هزاره توغای
هزاره توغای (به لاتین: Hazareh Toghay) یک منطقهٔ مسکونی در افغانستان است که در ولایت بلخ واقع شده‌است.